# Joanna Macy
Joanna Rogers Macy (n. 2 mai 1929 – d. 19 iulie 2025) a fost o activistă americană de mediu, autoare, cercetătoare în budism, teoria generală a sistemelor și ecologia profundă. Este autoarea a opt cărți, iar cea mai cunoscută lucrare a ei este Coming Back to Life: Practices to Reconnect Our Lives, Our World.

## Scrieri
- Macy, Joanna (1983). Despair and Personal Power in the Nuclear Age. New Society Pub. ISBN 0-86571-031-7.
- Macy, Joanna (1985). Dharma and Development: Religion as resource in the Sarvodaya self help movement. Kumarian Press revised ed. ISBN 0-931816-53-X.
- Macy, Joanna; Seed, John; Fleming, Pat; Naess, Arne; Pugh, Dailan (1988). Thinking Like a Mountain: Toward a Council of All Beings. New Society Publishers. ISBN 0-86571-133-X.
- Macy, Joanna (1991). Mutual Causality in Buddhism and General Systems Theory: The Dharma of Natural System (Buddhist Studies Series). State University of New York Press. ISBN 0-7914-0637-7.
- Macy, Joanna; Barrows, Anita (1996). Rilke's Book of Hours: Love Poems to God: poems by Rainer Maria Rilke. Riverhead Books. ISBN 1-59448-156-3.
- Macy, Joanna; Young Brown, Molly (1998). Coming Back to Life : Practices to Reconnect Our Lives, Our World. New Society Publishers. ISBN 0-86571-391-X.
- Macy, Joanna (2001). Widening Circles : a memoir. New Catalyst Books. ISBN 978-1897408018.
- Macy, Joanna (2005). World as Lover, World as Self. Parallax Press. ISBN 0-938077-27-9.
- Macy, Joanna (2010). Pass It On: Five Stories That Can Change the World. Parallax Press. ISBN 9781888375831.
- Macy, Joanna; Johnstone, Chris (2012). Active Hope : how to face the mess we're in without going crazy. New World Library. ISBN 978-1-57731-972-6.